# Кобрава
Кобрава је мало ненасељено острво у хрватском делу Јадранског мора. 
Кобрава се налази у Националном парку Мљет северно од острва Мљета, од којег је удаљен око 0,3 км. Пружа се у смеру исток-запад. Заједно са острвима Морачник и Тајник чини природну заштиту од ветрова пред улазом у залив Лука Полаче. Површина острва износи 0,521 ². Дужина обалске линије је 5,45 км., а највиша тачка на острву је висока 88 м.